# کفتربازی

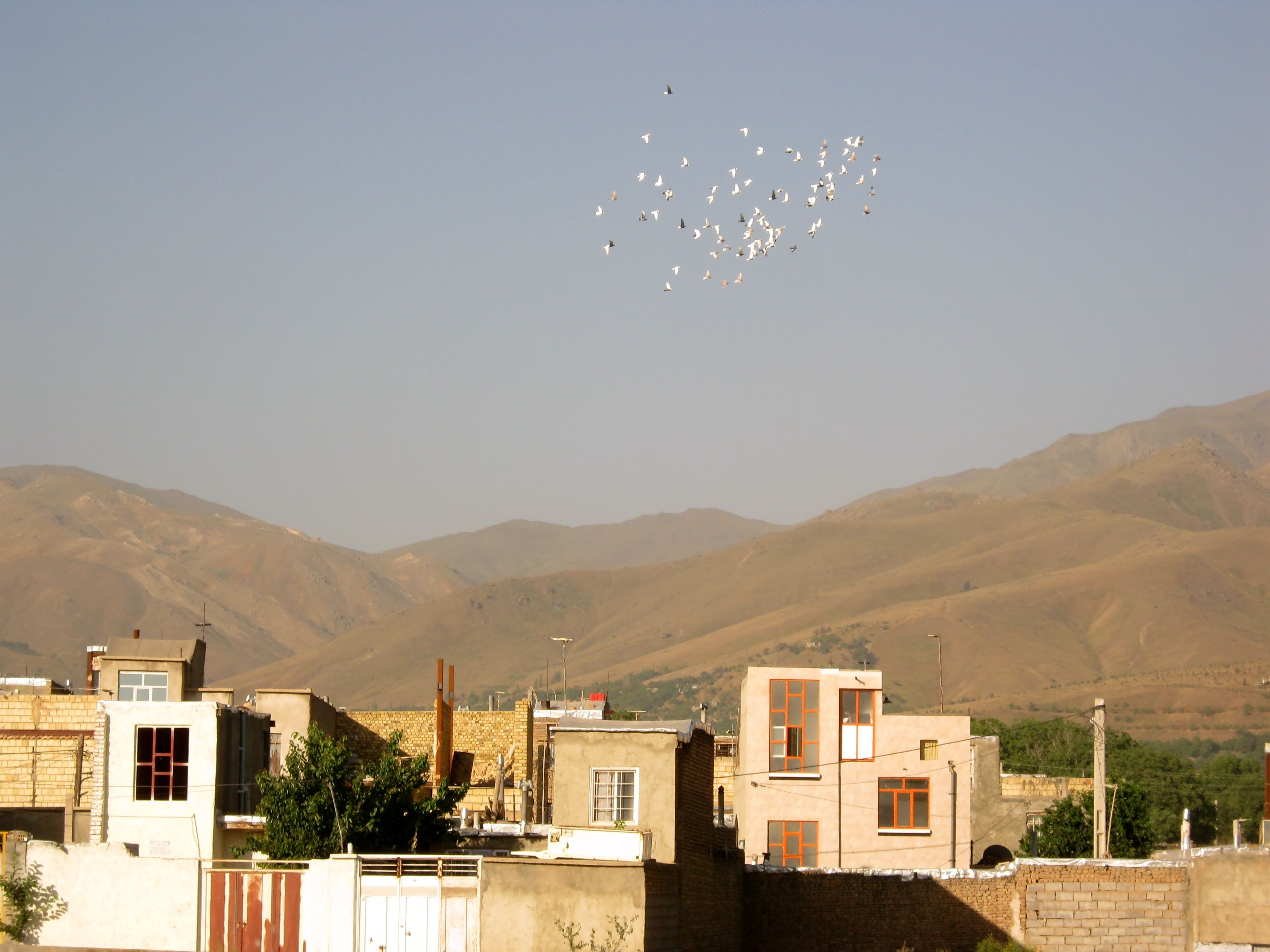
کفتربازی در دامنه الوند همدان

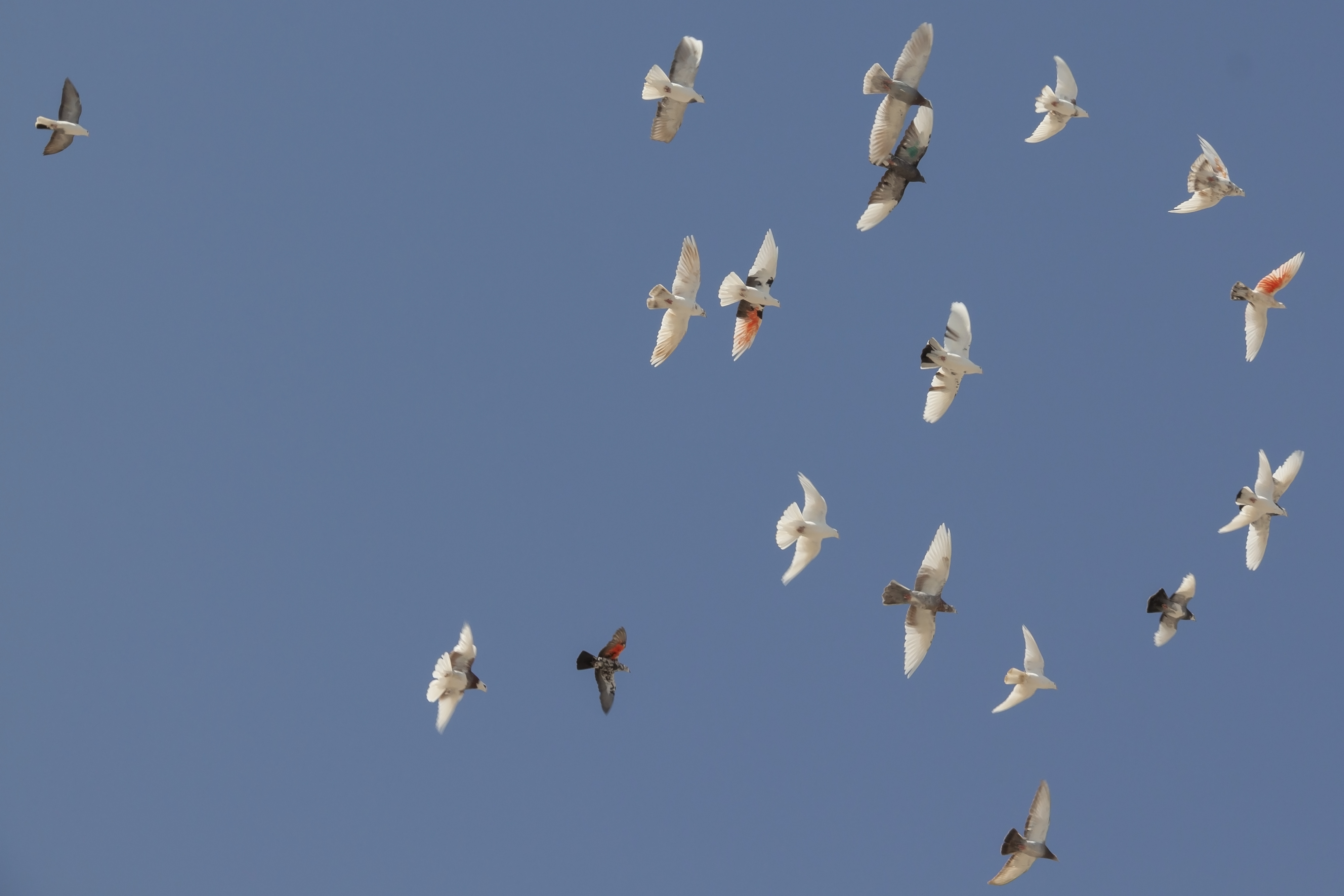
کبوتران جلد شده در حال پرواز

کفتربازی یا کبوتربازی، یکی از بازی‌های سنتی ایرانیان به‌شمار می‌رود و این بازی تنها به مردان اختصاص داشت و امروزه نیز در اکثر شهرهای ایران هنوز هم رواج دارد. اصولاً کبوتربازی در ایران به دو شکل مختلف انجام می‌شود: شکل اول رقابت بازیکنان به وسیلهٔ کبوتران در حین پرواز و شکل دیگر آن، شرط‌بندی بین صاحبان کبوتر است. در این روش کبوترباز می‌کوشد کبوتران حریف را در حین پرواز به بام خود بکشاند و آن‌ها را تصاحب کند.
مسابقات محلی و بین‌المللی مختلفی در سطح جهان در این شبه ورزش برگزار می‌شود. مسابقه کبوترپرانی به‌طور غیررسمی در المپیک ۱۹۰۰ پاریس برگزار شد.

## کبوتربازی در اسلام
کبوتر از جمله پرندگان حلال گوشت است و خوردن آن اشکالی ندارد. نگه‌داری کبوتر، از جمله کارهایی است که هم رواج بسیاری میان ملت‌های مختلف دارد و هم طبع انسانی با آن سازش دارد.
اما در بحث دینی، باید میان دو موضوع نگه‌داری از کبوتر و کبوتربازی، تفاوت قائل شد. کبوتربازی مقوله‌ای جدای از نگه‌داری کبوتر است و حکمشان نیز متفاوت است. کبوتربازی اگرچه به خودی خود و بدون مزاحمت برای دیگران، اشکالی ندارد و حرمتی برایش ذکر نشده؛ اما استحبابی نیز ندارد. اما در مورد نگه‌داشتن کبوتر؛ از روایات بر می‌آید که نگه‌داشتن کبوتر مستحب بوده و دارای آثاری است.

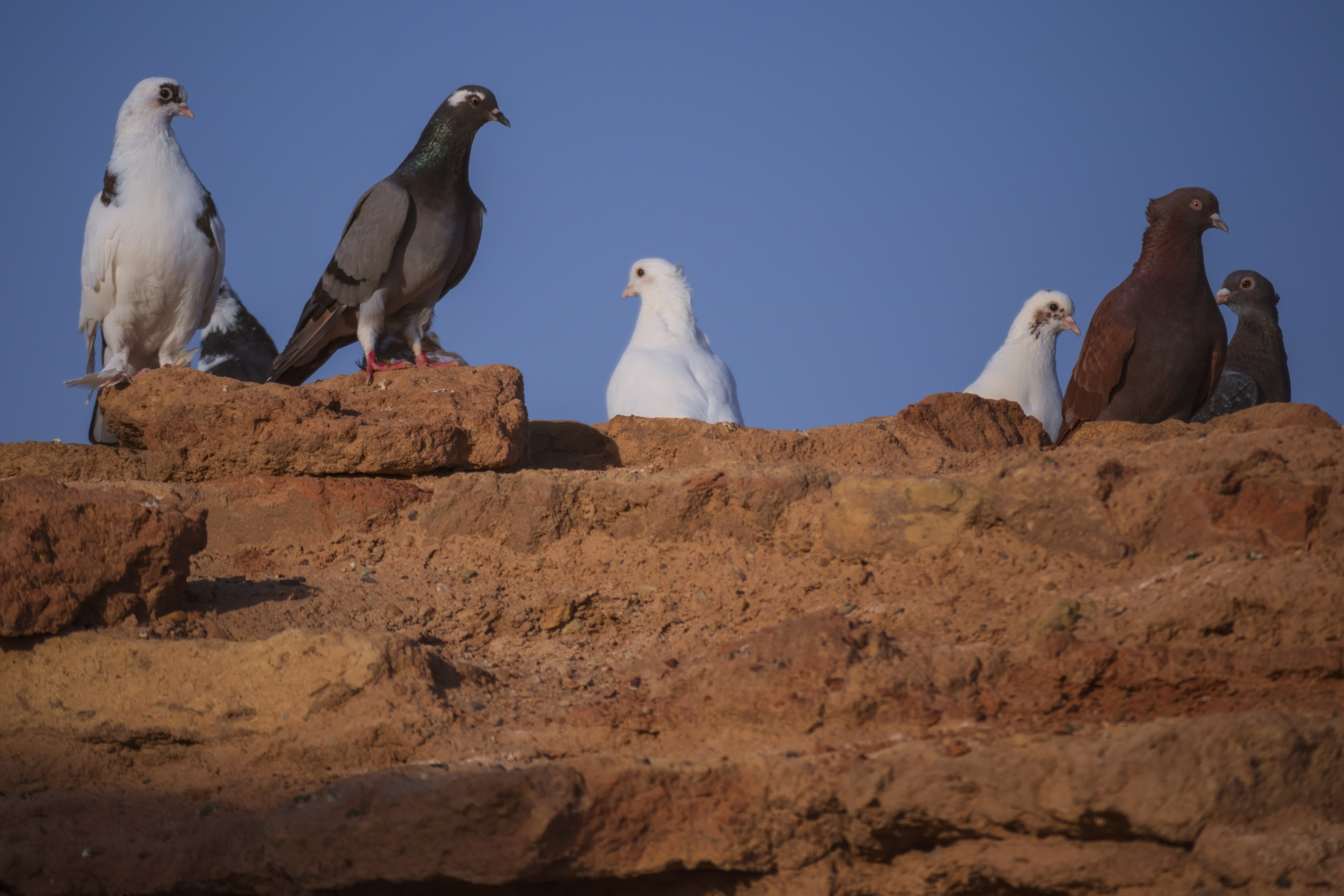
یک دسته کبوتر بر بام کاروانسرای دیرگچین در پارک ملی کویر

## تاریخچه
تربیت کبوتر و کبوتربازی در دوران پس از اسلام در ایران و دیگر ممالک معمول بود و حتی کتاب‌هایی دربارهٔ این جانور مفید و پُرثمر، تألیف شده است، که از آن جمله می‌توان به کتاب تمائم الحمائم، تألیف محی الدین بن عبدالطاهر اشاره نمود.
بر اساس تاریخ ابن کثیر (جلد ۱۲، صفحه ۴۱۱)، رسم کبوتربازی در سده چهارم و پنجم معمول بود و چون کبوتربازها برای مردم ایجاد مزاحمت می‌کردند، گاهی از سوی فرمانروایان دستور جلوگیری از آنان داده می‌شد؛ چنان‌که مقتدی عباسی (نیمه دوم سده پنجم)، از کبوتربازی منع نمود. آن طور که سیوطی در تاریخ خود (صفحه ۲۸۰) آورده، همین مقتدی عباسی بود که دستور داد تا برج‌های کبوتر را نیز خراب کنند، زیرا این برج‌ها مُشرف بر خانه‌های مردم بود.
از مندرجات تاریخ ابن الجوزی (جلد ۷، صفحه: ۲۱۲) چنین برمی‌آید که در زمان عضدالدوله، به وسیلهٔ کبوتران نامه‌بر، در فاصله ۶ ساعت، دستور شاه به حکمران کوفه ابلاغ شده و جواب آن می‌رسید.
از دیرباز، برای استفاده از گوشت و کود کبوتران، ساختن کبوترخان یا کبوترخانه معمول بود. ژان شاردن که در عصر صفوی از ایران بازدید کرده است، به پیشینه بناهای کبوترخان و وضعیت آن‌ها در عصر صفویه چنین اشاره کرده است:
کبوترخان را در ایران، اصولاً برای تزئین نساخته بودند، بلکه به منظور انتفاع و بهره‌برداری، به ساختن کبوترخان اقدام می‌کردند، حتی در زمان حاضر نیز، یکی از مناظری که در اطراف دهات ایران دیده می‌شود، همین برج‌های کبوترخان است، که صدها سوراخ چهارگوش در آن تعبیه شده است… در ایران گوشت کبوترها را می‌خورند و از همه بالاتر فضولات آن‌ها را که کود حیوانی بسیار گرانبهایی است، جمع می‌کنند. جالیزهای معروف خربزه اصفهان در سایهٔ همین کود بارور می‌شود و قرنهاست که این کار معمول است. تاورنیه که در سال ۱۶۷۷ میلادی (۱۰۸۸ هجری) سفرنامه خود را نوشته، می‌گوید در اطراف اصفهان بیش از سه هزار کبوتر وجود داشته است…

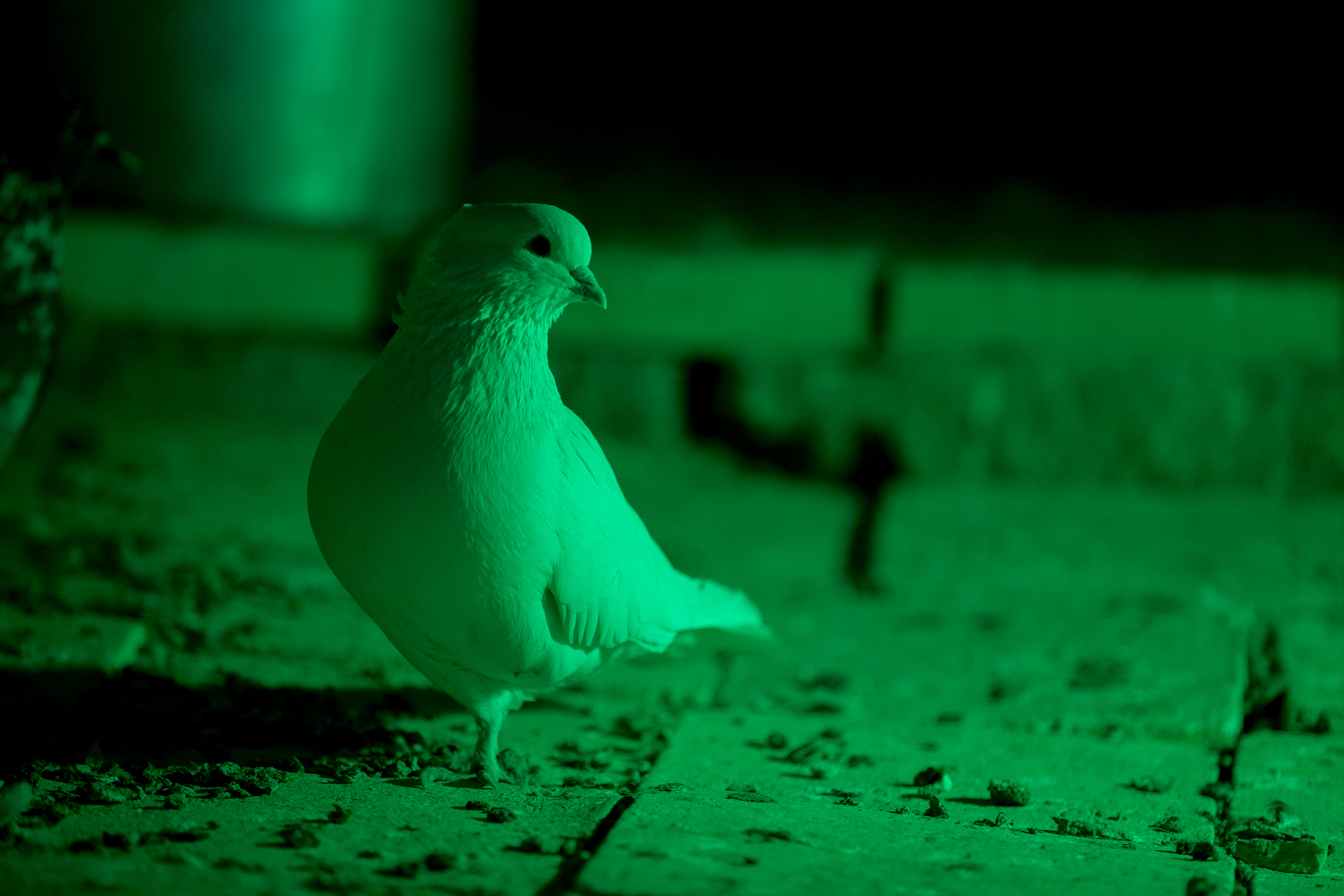
یک کبوتر خانگی

مدارک تاریخی نشان می‌دهند که در تمام دوران بعد از اسلام، کبوتربازی یکی از وسایل سرگرمی بوده و از این پرنده، غیر از نامه‌رسانی و تهیه کود و چلغوز، برای سرگرمی و استفاده از گوشت آن نیز بهره‌برداری می‌کرده‌اند. در همین ارتباط، شاردن در سفرنامه خود، از گودال لطفی در اصفهان، که پاتوق کبوتربازان حرفه‌ای اصفهان و محل خرید و فروش کبوتران بوده نام برده و به توصیف وضعیت آن مکان پرداخته است.

## کبوتربازی در شعر و ادب فارسی
نگاهی سطحی به آثار منظوم و منثور فارسی این حقیقت را روشن می‌کند که کبوتربازی یکی از روش‌های سرگرمی مردم بوده است. به عنوان نمونه، مسعود سعد سلمان، در وصف یار کبوترباز خود چنین می‌گوید:
| انس تو با کبوتر است همه |  | ننگری از هوس به چاکر خویش   |
| هم به ساعت بَرِ تو بازآید |  | هر کبوتر که رانی از بَرِ خویش |
| رفتن و آمدن به نزد رهی  |  | چون نیاموزی از کبوتر خویش؟  |

اشاره به کبوتر و کبوتربازی در شعر پارسی تا دوران معاصر نیز ادامه داشته است. از جمله ملک الشعرای بهار، که خود از کبوتربازان نامی به‌شمار می‌آمده، دربارهٔ کبوتر، چکامه آبداری سروده که بند اول آن چنین است:
| بیائید ای کبوترهای دلخواه |  | بدن سیماب گون، پاها چو شنگرف |
| بپرّید از فراز بام و ناگاه |  | به گرد من فرود آئید چون برف  |

## کبوتربازان مشهور
- ماکسیمیلیان روبسپیر، انقلابی فرانسه، در جوانی اش کبوتر و گنجشک پرورش می‌داد.[۳]
- تامس اس. مانسن از روزگار کودکی از پرورش کبوترهای رولر بیرمنگام لذت می‌برد.[۴]
- مایک تایسون قهرمان مسابقات قهرمان بدون قید و شرط سنگین‌وزن بوکس در تمام طول زندگی‌اش یک کفترباز مشتاق بوده است.
- دانکن فرگوسن، بازیکن سابق باشگاه فوتبال اورتون، از ورزش مسابقه کبوترپرانی لذت می‌برد.[۵]
- الیزابت دوم چهارمین عضو نسل خانواده سلطنتی بود که از ورزش مسابقه کبوترپرانی لذت می‌برد.[۶][۷] نخستین کبوترهای مسابقه‌ای در ساندرینگام هدیه‌ای بودند از طرف لئوپولد دوم (بلژیک) به ادوارد هفتم که در سال ۱۸۸۶ اهدا شدند.
- پدی آمبروز (۱۹۲۸–۲۰۰۲), بازیکن حرفه‌ای فوتبال ایرلندی که گفته بود مسابقه کبوترپرانی از فوتبال بیشتر دوست دارد.
- نیکولا تسلا، مخترع معروف، به کبوترهای نیویورک غذا می‌داد و کبوترهای بیمار یا زخمی را پرستاری می‌نمود. او دربارهٔ پرندگان گفته بود: «این‌ها دوستان مهربان من هستند.»
- گری فرانسیس، بازیکن، مفسر و مربی فوتبال اهل انگلیس یک طرفدار مسابقه‌های کبوترپرانی است.
- پابلو پیکاسو، هنرمند مشهور که دم‌بادبزنی نگهداری می‌کرد نام دخترش را Paloma گذاشت که به اسپانیایی در معنای کبوتر است.
- چارلز داروین، طبیعت‌گرای انگلیس، کبوترهای تجملی را برای مشاهدات و مطالعات آناتومیک در پرورش‌های آزمایشی نگه می‌داشته است.
- یول برینر، بازیگر فیلم‌هایی چون پادشاه و من کبوترهایی از نژاد رولر دارد. او به دلیل گرفتن هلیکوپتر خصوصی برای مشاهده عملکرد هوایی کبوترهایش شهرت دارد.
- مانوئل نوریگا، دیکتاتور مخلوع پانامایی، کاخ‌های زیادی داشت تا کبوترهای تجملی را در آن‌ها جای دهد.
- ملکه ویکتوریا، که به نژاد یعقوبی کبوترهای تجملی علاقه‌مند بود که طوق پر از پر آن‌ها یادآور پوشش راهبان یعقوبی است.
- دوستعلی معیری (معیرالممالک)، که خود از عشقبازان یا کبوتربازان نامی است، در خاطرات خویش و همین‌طور در مجموعه مقالاتی از او، که در مجله یغما، و با عنوان «رجال عصر ناصری» انتشار یافته است، گهگاه به اسامی برخی از عشقبازان (کبوتربازان) معروف تهران، در اواخر عهد قاجاریه و اوایل عصر پهلوی اشاره کرده است. در بخشی از نوشته او می‌خوانیم:

من از ده سالگی به کبوتر رغبت به هم رساندم و اولین بار بدستور دائیم شاهزاده جهانگیر میرزا، در باغ فردوس برایم لانه کوچکی ساختند و ده کبوتر از پدرم گرفتم و در آن انداختم. از آن پس من نیز در حلقه «عشقبازان» درآمدم و پیوسته و بیش و کم کبوترانی داشتم، ولی در بحبوحهٔ آن، بین سالهای ۱۳۰۳، الی ۱۳۱۵ شمسی بود که، متجاوز از دوهزار کبوتر داشتم. در این سال‌ها از کبوتربازان معروف و طراز اول، می‌توان از: شاهزاده مرآت السلطان، ملک الشعرا بهار، نظام الدوله خواجه نوری، شاهزاده عبدالصمد میرزا جهانبانی، شاهزادگان مقبل الدوله و مفاخرالسلطنه، نوه‌های شاهزاده تیمور میرزا سردار معتضد و نصیرهمایون، پسر میرزا زینل را می‌توان نام برد.
فرازی دیگر از نوشته‌های همو، باز متضمن اسامی شماری دیگر از کبوتربازان مشهور ایرانی است:
پدرم دوست محمدخان از کودکی به کبوتر عشق فراوان داشت و در زمان حیات پدرش، دوستعلی خان معیرالممالک [توجه: این دوستعلی خان معیرالممالک، جد نویسنده است که او هم، همین نام را دارد. وی در سال ۱۲۹۰ هجری قمری در گذشته است و با نویسنده این سطور که تا سال ۱۳۴۵ خورشیدی حیات داشته، متفاوت است]، بیش از هزار کبوتر گرد آورده بود. چند تن از کبوتربازان مشهور آن زمان، از قبیل: شاهزاده حاج نصرالله میرزا، میرزا آقا سلطان و حاج قربان اغلب نزد پدرم میامدند و هربار برایش تحفه‌های تازه می‌آوردند. حاج قربان از «نقش بازان» به نام بود [«نقش» نام نوعی کبوتر است، که برای اطلاع از ویژگی‌های آن به بخش بعد توجه فرمائید] و «زردهای خال سیاه» او را، کس نداشت.

## انواع کبوتر

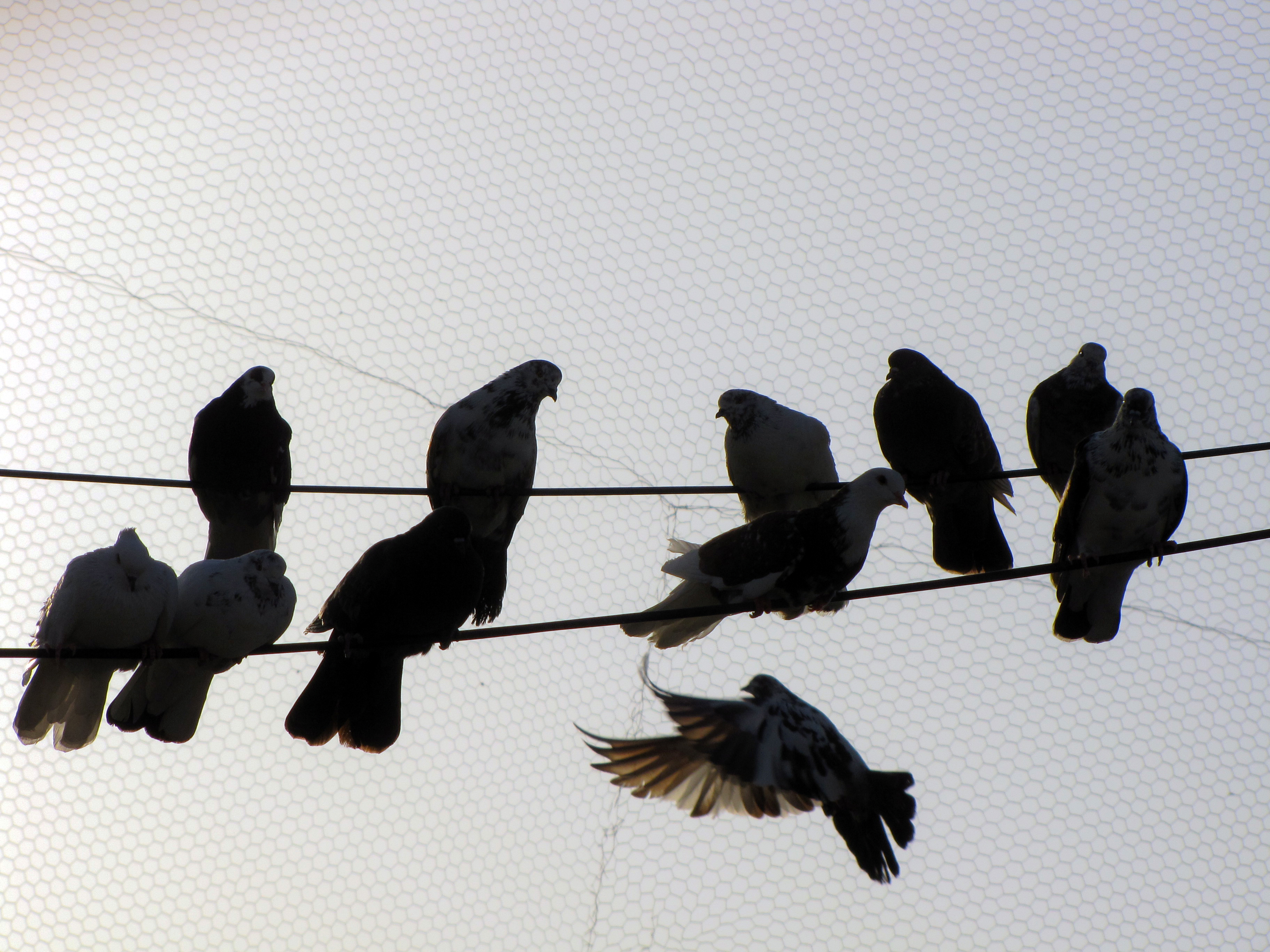
دسته کبوتر

کبوتر از لحاظ تنوع رنگ پرها، به اصطلاح کبوتربازان «رنگرز» است و از این نظر، نزد اهل فن به دو دسته تقسیم می‌شود:
- الف- نقش
- ب- سفید و خالدار

### کبوترهای نقش
«نقش» اصطلاحاً کبوترانی را گویند که از لحاظ رنگ دارای ویژگی‌هایی بدین قرار باشند:
۱- «یک رنگی» یا «تخته‌ای»، به کبوترانی گویند که از سر تا به دُم، پرهای یکرنگ، یا رنگی مخلوط داشته باشند. برخی انواع کبوتران «یکرنگی» یا «تخته‌ای» اصطلاحاً عبارتند از:
زاغ، سبز، گُلی، زرد، قهوه‌ای، کاغذی، آینه، سرو، سروچخماقی، کوهی، سبزکوهی، فولادی، نقره‌ای، گل‌افشان، هفت‌رنگ و…
1. «دُم سفید»، کبوترهایی را گویند که دارای رنگهای پیش گفته باشند، با این تفاوت که تنها دمشان سفید است. برای نامیدن این کبوتران، در آخر اسامی بالا، لفظ «دُم‌سفید» را می‌افزایند و می‌گویند: زاغ دم‌سفید، سبز دم‌سفید، گُلی دم‌سفید، زرد دُم‌سفید و …
2. «سینه‌سیاه دم‌سیاه»، «سینه‌قرمز دم‌قرمز»، «سینه‌زرد دم‌زرد»، «سینه‌سبز دم‌سبز» و «سینه‌قهوه‌ای دم@قهوه‌ای»، این دسته سر و گردن و سینه و دمشان، به رنگ‌های گفته‌شده (سیاه، قرمز، زرد، سبز و قهوه‌ای) و دو بالشان از کَت تا نوکِ تیزه (شاه‌پر)، سفید است. نوع دیگری از این کبوتران دسته‌ای هستند که سر و دُم رنگین دارند، که در این‌صورت آن‌ها را مثلاً: «کله‌سیاه دم‌سیاه»، «کله‌زرد دم‌زرد» و… می‌نامند. دسته‌ای دیگر نیز هستند که تنها دُم آن‌ها رنگین است که بر حسب رنگ، «دُم‌سیاه»، «دُم‌زرد» و … خوانده می‌شوند.
3. «طوقی»، به کبوترانی گفته می‌شود که تمام پر بدنشان سفید باشد و تنها دور گردن آنها، طوق یا حلقه‌ای رنگین داشته باشند و انواع آن را، [بر حسب رنگ طوق و ویژگی‌های دیگر]، «طوقی سیاه»، «طوقی قرمز»، «طوقی زرد»، «طوقی سبز»، «طوقی قهوه‌ای»، «طوقی آینه»، «طوقی سرو»، «طوقی نقره‌ای» و «طوقی شازده» (طوقی شاهزاده)، گویند.
4. «پَشت‌دار»، کبوترانی هستند که روی کَتشان[=پُشتشان]، به رنگهایی است که در مورد نوع «طوقی» ذکر شد، اما بقیهٔ پرهایشان سفید است. این نوع از کبوترها، این گونه خوانده می‌شوند: «پشت‌سیاه»، «پشت‌قرمز» و غیره. درصورتی‌که یک کت این کبوتران رنگی باشد، آن‌ها را اصطلاحاً «یک کتی» [یا: «یه کَتی»] می‌نامند.
5. «شاهزاده» [یا: «شازده»]، کبوترانی هستند که سر و گردن، دل[=شکم] و از پر هفتم بال به بعد [در شمارش از سمت بدن] آنها، به رنگ سفید و بقیه پرهایشان به رنگ‌هایی که در مورد «طوقی» ذکر شد، باشد. برای نامیدن این کبوتران به جای کلمهٔ طوقی، کلمهٔ شاهزاده را به کار می‌برند [و مثلاً می‌گویند: «شازده سیاه»، «شازده قرمز»، «شازده زرد» و.....]. شاهزاده زرد را، اصطلاحاً «کشگرک»، می‌خوانند.
6. «کله‌دار»، کبوترانی هستند که تمام پرهای بدنشان سفید است، مگر سرشان که تا قسمتی از سینه رنگین است و آن‌ها را به نسبت رنگ سر، «کله‌سیاه»، «کله‌قرمز»، «کله‌زرد»، «کله‌سبز» و «کلّه‌برنجی» می‌گویند.

- توضیح اول: رنگ زرد و رنگ گُلی، در هریک از انواعی که در بالا شرح داده شد، ممکن است دارای خال‌های سیاه باشند، که در این صورت در آخر نام کبوتر، عبارت «خال‌سیاه» را می‌افزایند. این نوع [یعنی «زرد خال‌سیاه» و «کلی خال‌سیاه»] بسیار مرغوب به‌شمار می‌روند.
- توضیح دوم: هریک از انواع پیش‌گفته، در صورتی‌که رنگ‌آمیزی پرهایشان، با آنچه که شرح داده شد، کاملاً تطبیق کند، «پاک» و در غیر این صورت، «غلط» خوانده می‌شود. کبوتران غلط، دارای ارزش چندانی نیستند.

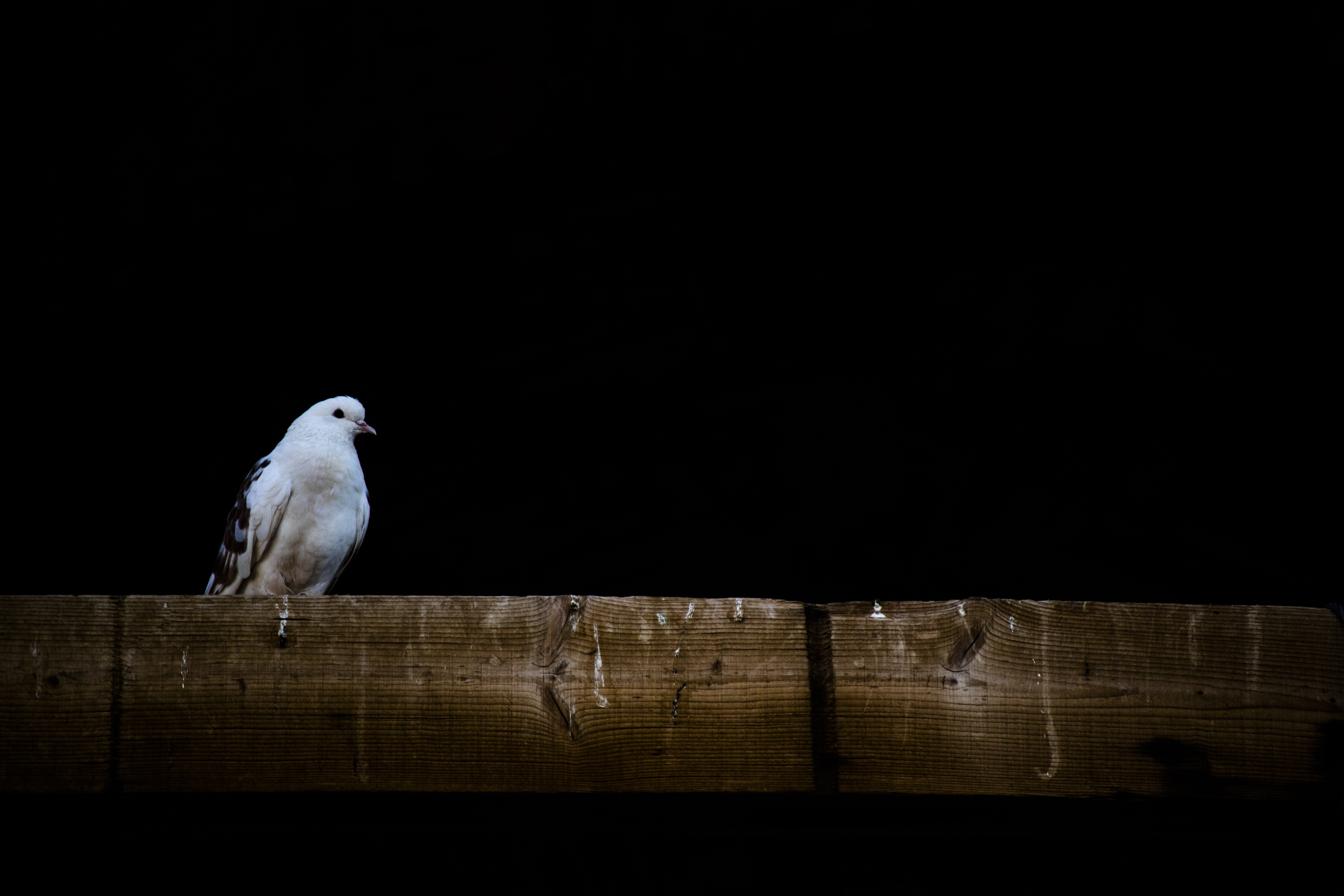
یک کبوتر سیاه و سفید بر روی تیرک چوبی

### کبوترهای سفید و خالدار
کبوتر سفید به کبوتری با پرهای کاملاً سفید گفته می‌شود و نیازی به توضیح ندارد، اما کبوتر خالدار به کبوترانی گویند که در بدنشان به‌طور نامنظم، کم و بیش پرهای رنگین وجود داشته باشد. هریک از این کبوتران را به نسبت رنگ خال‌ها، نام‌گذاری می‌کنند، که این نام‌گذاری به شرح ذیل است:
1. «پلنگ»، کبوتری است که خال‌های سیاه در بدن داشته باشد. هرگاه تعداد پرهای سیاه بیش از پرهای سفید باشد، کبوتر را «سیاه‌پلنگ» می‌خوانند.
2. «خال‌قرمز»، کبوتری است که خال‌های قرمز در بدن دارد. در صورتی‌که تعداد پرهای قرمز، بیش از سفید باشد، آن را «قلمکار» می‌خوانند. «خال زرد» و «خال‌پیس» هم از انواع آن است.
3. «گردن برنجی»، در صورتی‌که خال‌های ریز، تنها در قسمت گردن کبوتر باشد، آن را بدین نام خوانند.
4. «لک‌دوش»، هرگاه کبوتر چند خال رنگین روی کَت [=پُشت] خود باشد.
5. «هما»، کبوتری که دارای چند لکه زرد و سیاه مخلوط و نامرتب باشد. استادان فن، نام «هُما» را، از آن کبوتری می‌دانند که سر تا دُمش سفید، چشمش سفید، نوکش کوتاه و سفید، و دارای یک پر کاکل باشد.
6. «تودم‌دار»، در صورتی‌که کبوتر میان پرهای دم، یک یا چند پر رنگین داشته باشد.

## اصطلاحات کفتربازی
- باخت کردن: اگر کبوتری از دسته خود به دسته دیگری بپیوندد، اصطلاحاً می‌گویند که «باخت» کرده است.
- بالا ماندن: اغلب کبوترهای «در رو»، حتی با وجود تاریک شدن هوا به پریدن ادامه می‌دهند و به اصطلاح، شب بالا می‌مانند.
- پاک: کبوتری که رنگ آمیزی پرهایش، با آنچه که نزد عشقبازان (کبوتربازان) معروف است، مطابقت کامل داشته باشد (مقابل آن: کبوتر غلط).
- پا کردن: اصطلاحی برای پرواز دادن یا پراندن کفتر، توسط کفترباز است. بدان «سر دادن» نیز گفته می‌شود.
- پس آمد: اتفاق می‌افتد که پس از چندی، کبوتری که «باخت» کرده، یعنی از دسته خود به دسته دیگر پیوسته، پس از چندی به لانه اولیه خود بازگردد، که در این صورت اصطلاحاً می‌گویند که «پس آمد» کرده است.
- تنگ‌بام‌دار: به اصطلاح «در رو» رجوع شود.
- توی بند افتادن: هر قدر بازی کبوتر، محکم‌تر و باصداتر باشد، پسندیده‌تر است و گاه شدت آن در بعضی کبوترها به جایی می‌رسد که پرنده را از پریدن بازمی‌دارد، زیرا به محض آنکه از بام بلند می‌شود، آنقدر پیاپی و بدون اختیار معلق می‌زند، که بر روی زمین می‌افتد. در این حال گویند که کبوتر توی بند افتاده است.
- جَلد کردن کبوتر: شناساندن بام و محل کبوتر به او، و آماده کردنش برای پرواز را گویند.[۸]
- حریف: بین کبوتربازان بر سر گرفتن کبوترهای یکدیگر رقابت شدید وجود دارد، که در این صورت می‌گویند که آنان با هم حریف هستند. (مقابل آن اصطلاح: «ناحریف» است)
- در رو: هر کبوتری که بیشتر دارای کیفیت پرش (معلق زدن و بالا رفتن) و کمیت پرش (توانایی و طاقت پرواز) باشد، مرغوب‌تر و گران‌بهاتر است. حال اگر کبوتری دارای هر دوی این صفت‌ها باشد، آن را اصطلاحاً «در رو» و «تنگ‌بام‌دار» می‌خوانند.
- سر دادن: به «پا کردن» نگاه کنید.
- سو: وفاداری به لانه را گویند.
- کشگرک: کبوتر نوع شاهزاده به رنگ زرد را گویند.
- گروبندی: کبوتربازان اغلب بر سر پریدن کبوتران هنری خود، «گروبندی» می‌کنند، بدین معنا که شرط می‌بندند و جایزه گزاف نقدی و جنسی تعیین می‌کنند.
- گنجه: لانه کبوتر را گویند.
- ناحریف: کبوتربازانی که «حریف» یکدیگر نیستند، یعنی با یکدیگر روابط دوستانه دارند و کبوتر یکدیگر را بلاعوض [و بدون دریافت «میلی» از یکدیگر]، به صاحب اصلیش مسترد می‌دارند، «ناحریف» خوانده می‌شوند.

## منابع

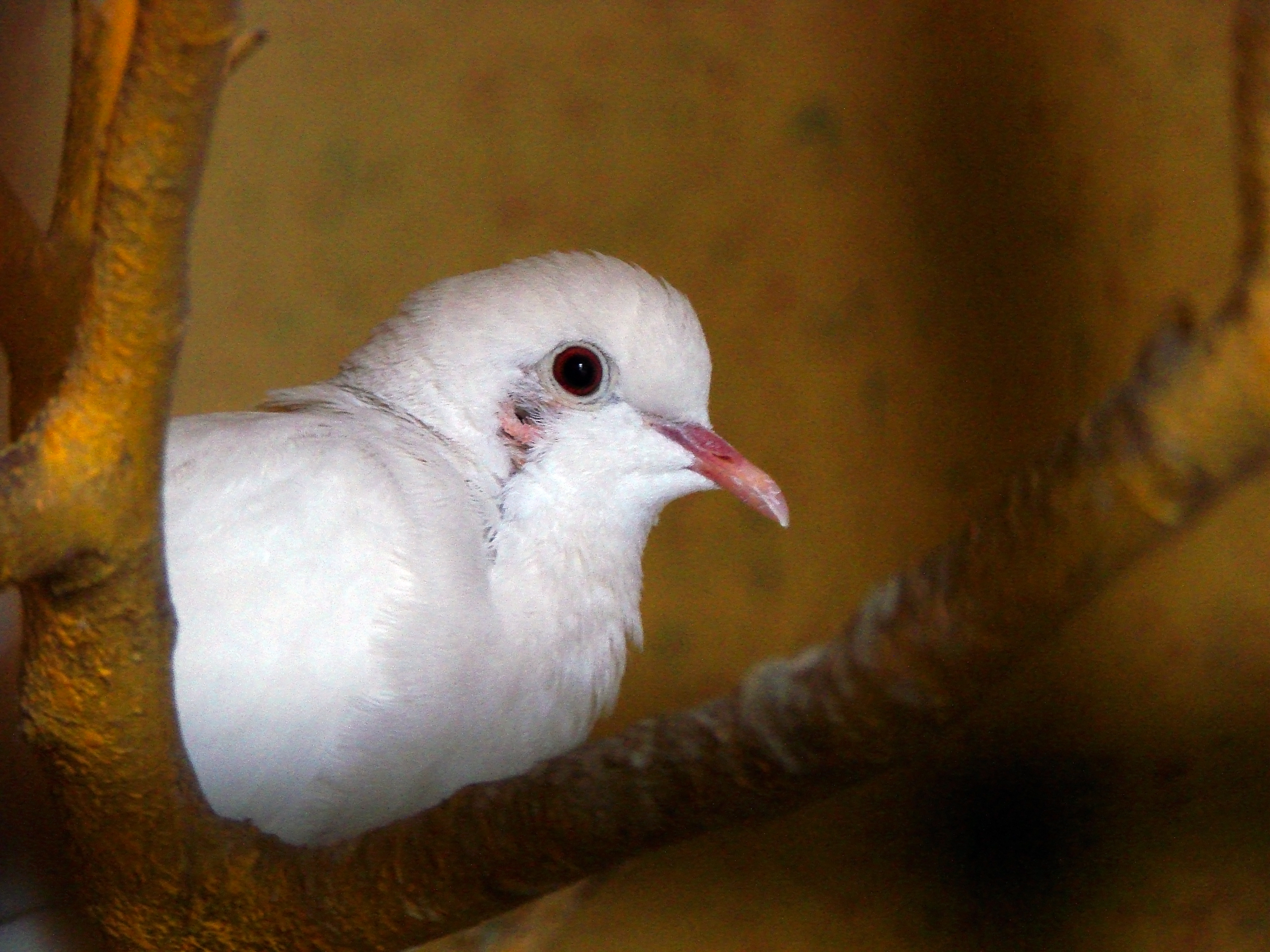
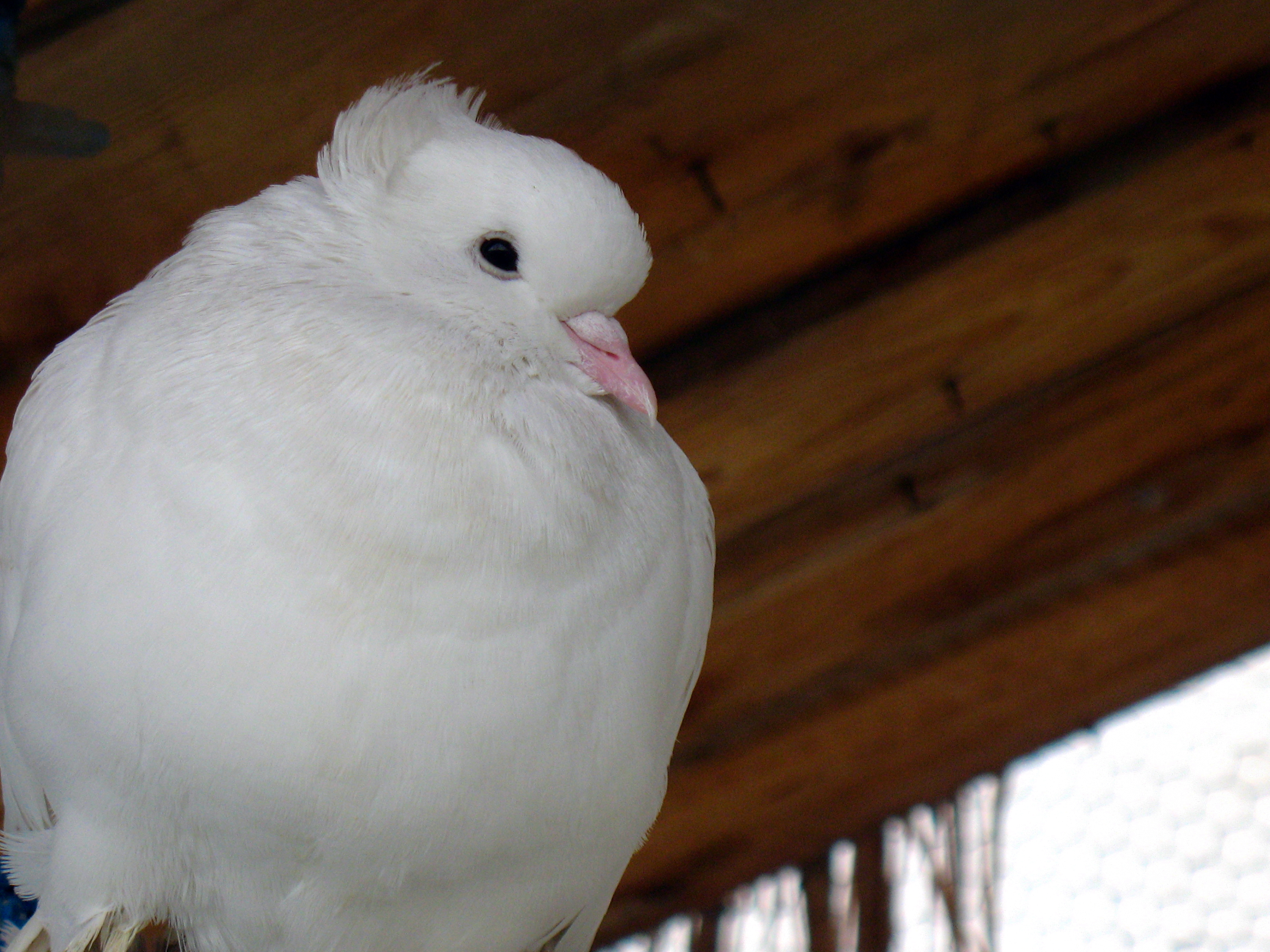
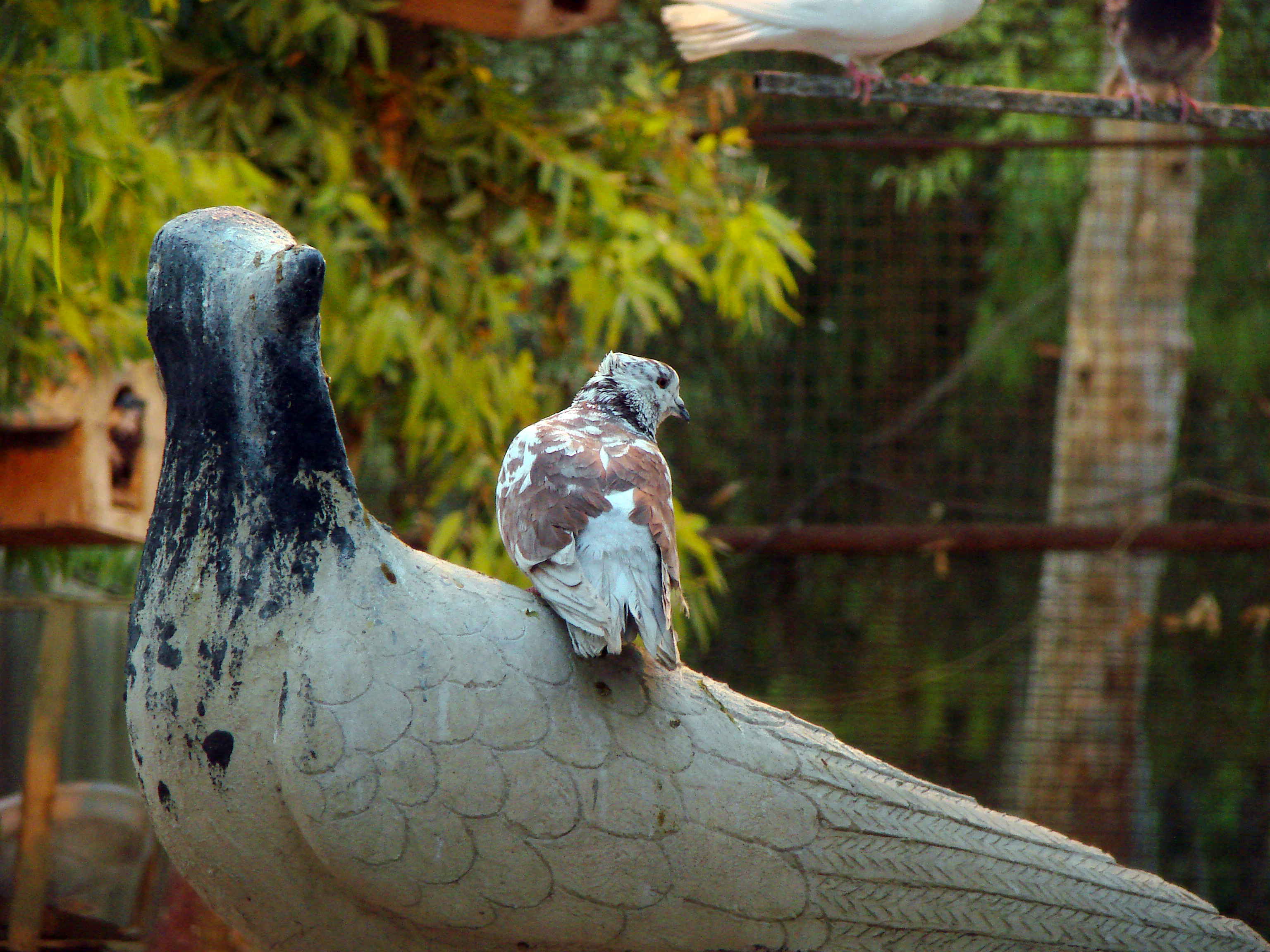
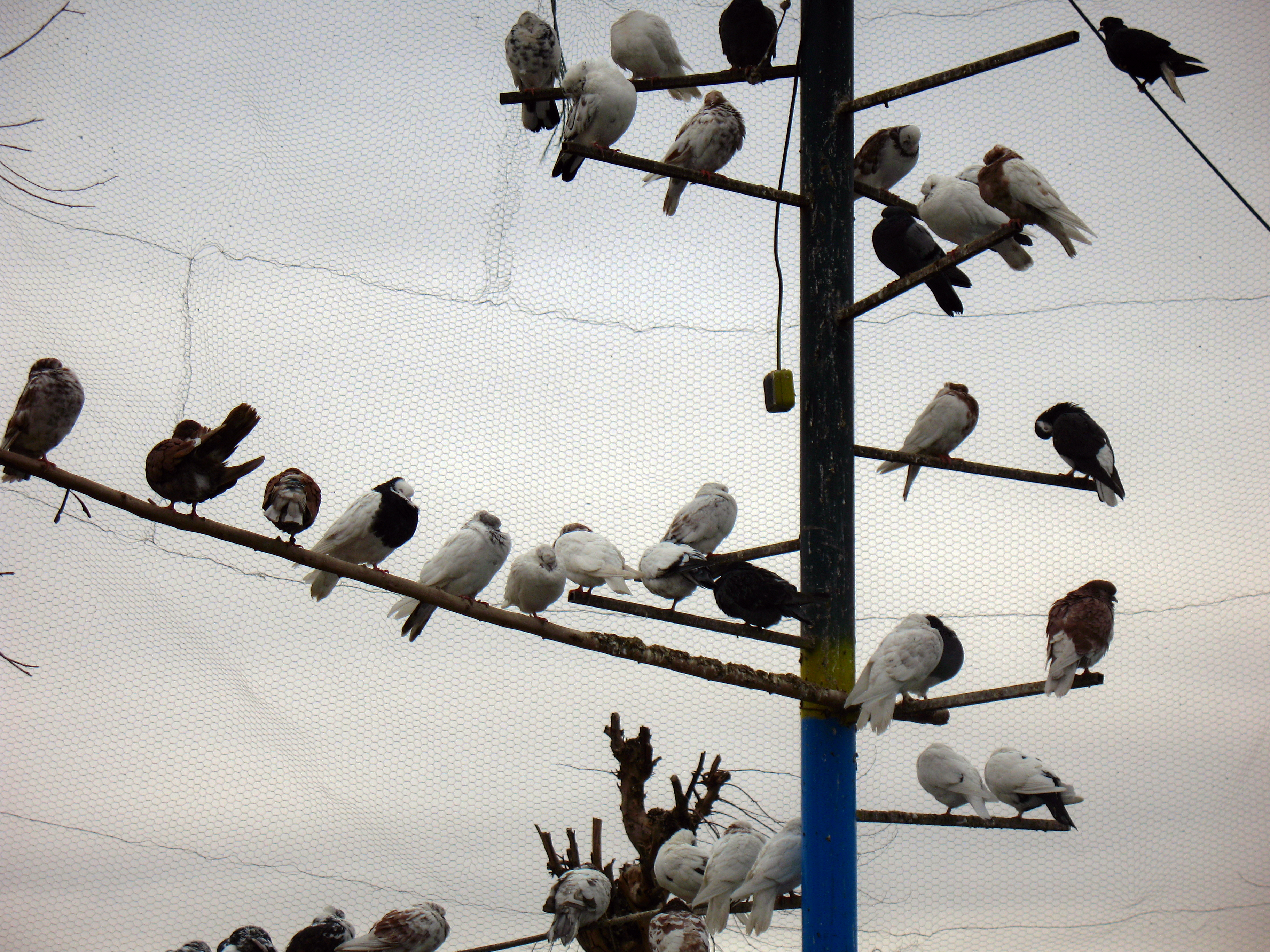
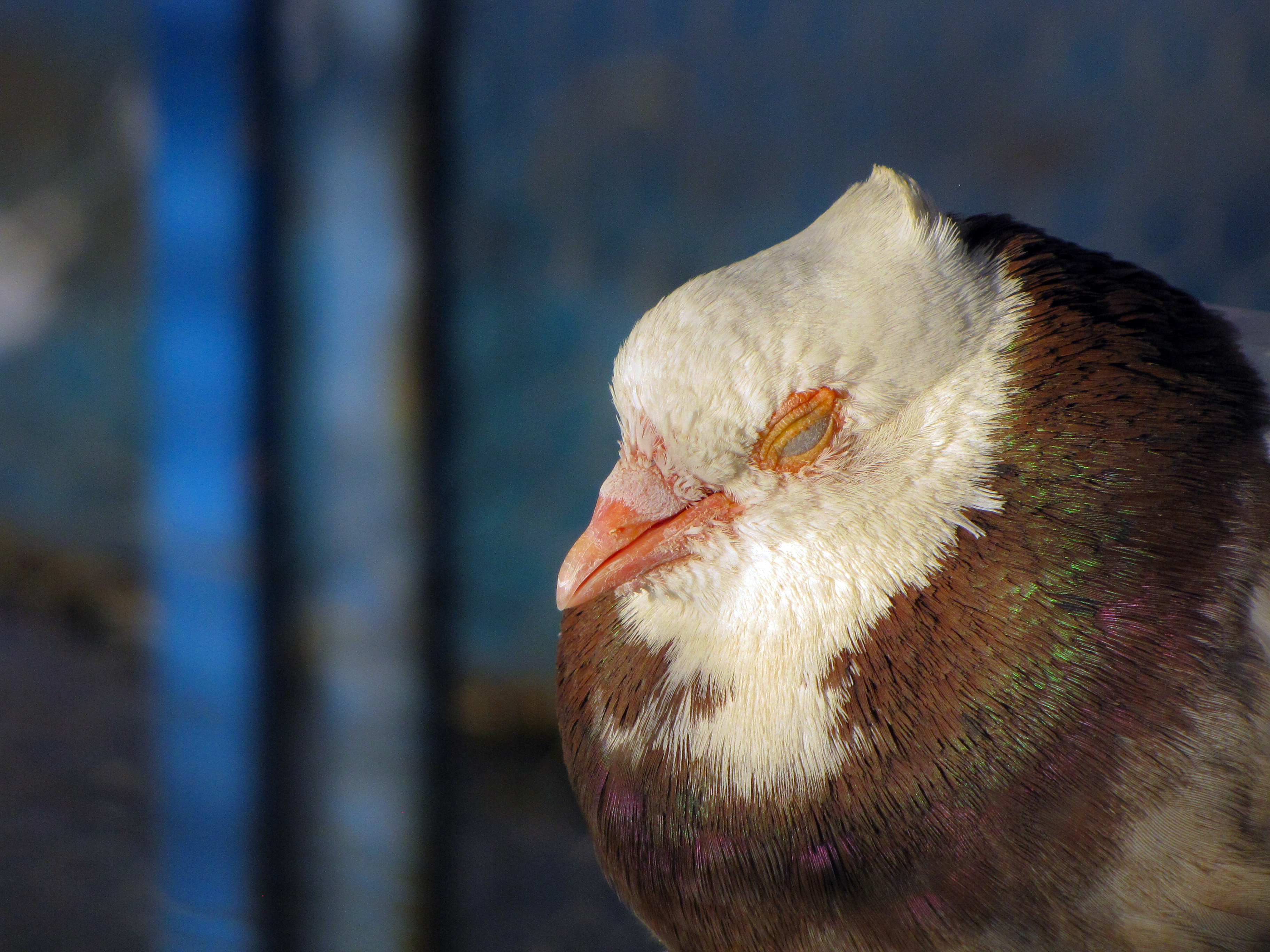
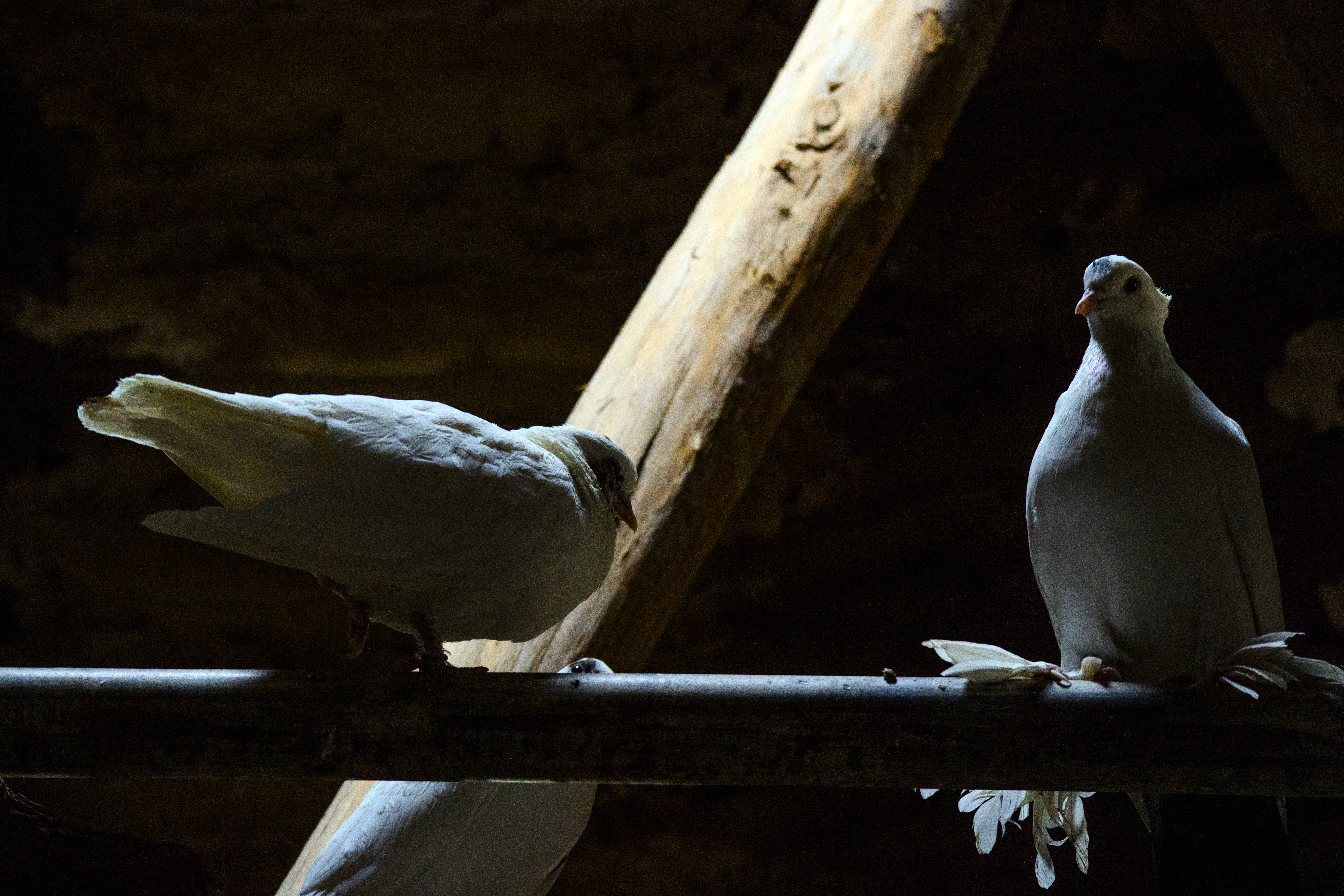
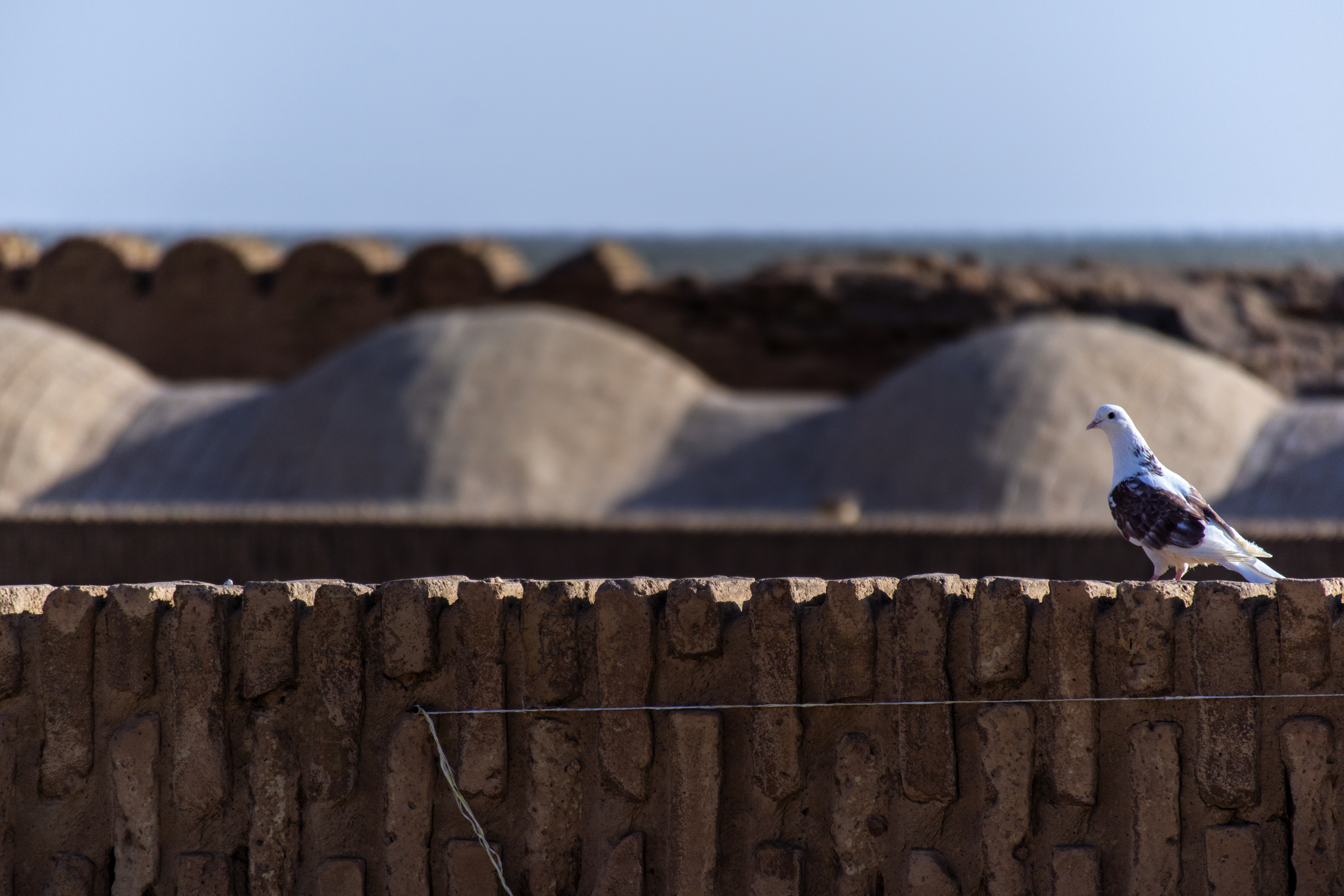